# Ytre Øksningan
Ytre Øksningan est une localité du comté de Nordland, en Norvège.

## Géographie
Administrativement, Ytre Øksningan fait partie de la kommune de Herøy.